# Sándor Imre (pap)
Sándor Imre (Csíkverebes, 1893. augusztus 23. – Râmnicu Sărat, 1956. február 5.) erdélyi katolikus lelkész, vértanú.

## Élete
Iskolai tanulmányait Csíksomlyón és Csíkszeredában végezte el, majd teológiai tanulmányait Gyulafehérváron és Budapesten végezte. 1916. július 3-án Majláth Gusztáv Károly püspök pappá szentelte Gyulafehérváron. Káplán volt Gyergyóremetén és Csíkszeredában, majd hitoktató Gyulafehérváron és Brassóban. 1934–39 között főesperes-plébános volt Székelyudvarhelyen. Később Márton Áron püspöki helynökké nevezte ki. A második bécsi döntés után Kolozsvárról ő irányította a kettészakadt egyházmegye északi, Magyarországhoz visszakerült részét. Később, 1951. március 10-én letartóztatták, majd 1952. január 14-én a bukaresti katonai törvényszék 25 év kényszermunkára és teljes vagyonelkobzásra ítélte hazaárulás címén. 1956. február 5-én (egyes források szerint 29-én) a râmnicu sărati börtönben megfagyott. Holttestét –  a többi politikai fogolyéhoz hasonlóan –  jeltelenül temették el, ma sem lehet tudni, hol nyugszik. 2003. január 13-án megindították a boldoggá avatásához szükséges egyházmegyei vizsgálatot.

## Fontosabb cikkei, beszédei
- Szegénygondozási rendszerek, Erdélyi Tudósító, 1932.
- Katholikus népművelés, Erdélyi Tudósító Almanachja, 1933/2
- A nemzeti öntudat nevelése, Erdélyi Iskola, 1933/34.
- Katholikus népünk és az egyházmegyei tanács, Erdélyi Tudósító 1933.
- Mussolini, Hitler, Erdélyi Iskola 1933/34.
- Gondok a hitvallásos iskola küszöbén, Erdélyi Tudósító 1941/9
- A múlt tanítása: a jelen felelőssége, Erdélyi Tudósító 1941/12
- Egyházmegyei Tanács és Katolikus Akció. Gondolatok ~ püspöki helytartó közgyűlési beszédeiből, Erdélyi Tudósító 1943/12
- Az erdélyi katolicizmus helyzete és feladata, Erdélyi Tudósító 1942/12
- Az Erdélyi Tudósító, A Kolozsvári Püspöki Helytartóság Közlönye, 1944/1
- Nova et vetera!, Új Erdély, 1944/1.